# Makarska
Makarska je mesto in pristanišče v Splitsko-dalmatinski županiji (Hrvaška).
Makarska je turistično mesto v vznožju Biokova ob glavni cesti Split-Dubrovnik. Mesto z okoli 13.000 prebivalci (2001) leži ob zalivu, ki ga z juga zapira Rt Osejeva, s severovzhoda pa polotok Sv. Petar. Podnebje je mediteransko z močno burjo v zimskih mesecih. Makarska se je razvila amfiteatralno ob morski obali in vznožjem Biokova. Makarska ima eno najlepših plaž na Jadranu, dolga je 1,5 km ter obkrožena s prijetnim parkom in borovim gozdom. Makarska ima konkatedralni sedež rimskokatoliške Splitsko-makarske nadškofije.

## Zgodovina
Makarska je zrasla  na mestu antičnega naselja Muccuruma, ki so ga Avari porušili sredi 6. stoletja. Ko so kraj obnovili je postal pomembno oporišče Neretljanov v bojih proti Benečanom. Mesto je priznavalo oblast hrvaških in ogrsko-hrvaških, pa tudi bosanskih vladarjev. Turki so se v Makarski zadrževali kakih 150 let (1499-1646), za njimi je bila pod beneško republiko do (1799), nato pa ga je doletela usoda ostale Dalmacije.
V frančiškanskem samostanu (iz 15. do 17. stol.) katerega cerkev je bila med turško okupacijo spremenjena v džamijo, je zelo zanimiva in bogata zbirka školjk, samostan pa ima tudi staro knjižnico, arhiv ter zbirko slik in umetniških izdelkov. V župnjiški cerkvi sv. Marka so ikone iz 16. stol., portreti makarskih škofov (Makarska je bila do 1828 sedež škofije) in razni umetniški predmeti.
V starem delu Makarske si je vredno ogledati baročno cerkev sv. Filipa, ostanke cerkve sv. Petra (iz 15. stol.), spomenik Napoleonovemu maršalu Marmontu, guvernerju ilirskih provinc, ter nekaj zanimivih baročnih stavb.
Makarska je s trajektno linijo povezana z otokom Brač (Makarska-Sumartin).

## Demografija
| Pregled števila prebivalcev po letih | Pregled števila prebivalcev po letih | Pregled števila prebivalcev po letih | Pregled števila prebivalcev po letih | Pregled števila prebivalcev po letih | Pregled števila prebivalcev po letih | Pregled števila prebivalcev po letih | Pregled števila prebivalcev po letih | Pregled števila prebivalcev po letih | Pregled števila prebivalcev po letih | Pregled števila prebivalcev po letih | Pregled števila prebivalcev po letih | Pregled števila prebivalcev po letih | Pregled števila prebivalcev po letih | Pregled števila prebivalcev po letih |
| ------------------------------------ | ------------------------------------ | ------------------------------------ | ------------------------------------ | ------------------------------------ | ------------------------------------ | ------------------------------------ | ------------------------------------ | ------------------------------------ | ------------------------------------ | ------------------------------------ | ------------------------------------ | ------------------------------------ | ------------------------------------ | ------------------------------------ |
| 1857                                 | 1869                                 | 1880                                 | 1890                                 | 1900                                 | 1910                                 | 1921                                 | 1931                                 | 1948                                 | 1953                                 | 1961                                 | 1971                                 | 1981                                 | 1991                                 | 2001                                 |
| 1963                                 | 2093                                 | 2193                                 | 2379                                 | 2456                                 | 2720                                 | 2720                                 | 2834                                 | 2851                                 | 3096                                 | 4164                                 | 6845                                 | 9342                                 | 11743                                | 13381                                |